# The Cyclists’ Alliance
The Cyclists’ Alliance (engl., dt. etwa Die Radrennfahrerinnen-Vereinigung) ist eine internationale Vereinigung von im internationalen Radsport tätigen Radrennfahrerinnen.
Die Gründung der Cyclists’ Alliance im Jahr 2017 steht im Kontext zum Plan der „Fahrergewerkschaft“ Cyclistes Professionnels Associés (CPA), eine Sektion für Radsportlerinnen zu gründen. Die ehemalige Fahrerin Iris Slappendel wurde zu einem Treffen der CPA im Februar 2017 eingeladen, bezweifelte aber, dass eine Integration des Frauenradrennsports in die CPA sinnvoll ist. Ein Offizieller der CPA soll in Frage gestellt haben, dass Radrennfahrerinnen Profis sind. Nach einem positiven Feedback in einer Umfrage unter 450 weiblichen Mitgliedern internationaler Radsportteams gründete Slappendel hierauf zusammen mit Carmen Small und Gracie Elvin The Cyclists’ Alliance.
The Cyclists’ Alliance hat sich zum Ziel gesetzt, in Zusammenarbeit mit dem Weltradsportverband Union Cycliste Internationale die Arbeitsbedingungen der Rennfahrerinnen zu verbessern, insbesondere die Sicherheit im Rennen, aber auch innerhalb der Teams gegen sexuelle Übergriffe zu erhöhen und Mindestarbeitsbedingungen durchzusetzen. Sie bietet neben der Repräsentation gegenüber dem Weltverband und Rennorganisatoren auch Rechtrat und Versicherungsleistungen an.
Im November 2020 wurde eine weitere Konkurrenzorganisation zur CPA gegründet, The Riders Union, die erklärte, auch Rennfahrerinnen aufnehmen zu wollen. Die TCA begrüßte die Gründung von The Riders Union, erklärte jedoch, dass sie sich weiter für die Belange der Fahrerinnen einsetzen werde, da weiblichen und männliche Sportler „andere Schlachten zu schlagen“ hätten.
The Cyclists’ Alliance veröffentlichte im Juli 2021 eine Studie, wonach im Jahr 2021 34 % der Fahrerinnen von UCI Women’s Continental Teams keinerlei finanzielle Vergütung durch den Teambetreiber erhielten. Dieser Wert betrug 2018 noch 17 %. 39 % der Fahrerinnen hatten eine Erwerbstätigkeit neben ihrer Verpflichtung für das Team. Verwiesen wurde u. a. auch auf die im Vergleich zu UCI Women’s WorldTeams schlechtere medizinische Betreuung.